# Правило дедушки
Правило дедушки (англ. Grandfather rule), известное также как правило бабушки (англ. Granny rule) — одно из положений в некоторых командных видах спорта (например, регби или футбол), которое позволяет привлекать игрока в сборную страны, если оттуда родом его дедушка или бабушка (не важно, по отцовской или материнской линии).

## Примеры правил

### Регбилиг
Международная федерация регбилиг в 2008 года внесла важное изменение в правила: игрок в регбилиг может выступать за ту сборную, откуда родом он сам, его родители или бабушки и дедушки по любой из линий.

### Регби
Положение 8.1. Устава Международного совета регби гласит, что регбист может представлять сборную той страны, в которой родился он сам, один из его родителей или кто-то из бабушек и дедушек. Однако в отношении родителей, бабушек и дедушек должно быть доказано непосредственное кровное родство игрока с ними: усыновлённый гражданами другой страны игрок не имеет права играть за сборную этой страны. Аналогично, если дед и бабка ему не являются кровными родственниками, представлять их страну он не имеет права. В Ирландии уставом Ирландского регбийного союза оговаривается пунктом 9.14.2.1, что выступать в чемпионате Ирландии и Кубке могут лишь те, кто имеет право представлять сборную Ирландии (т.е. родившиеся на территории Ирландии либо имеющие ирландских родителей, бабушек или дедушек).
За нарушение этих правил полагается дисквалификация заявленных игроков, а иногда и целой сборной. Так, в 2003 году серьёзное нарушение этого положения Устава привело к скандалу в отборочном турнире чемпионата мира по регби: сборная России заявила в свой состав южноафриканцев (Райнер Фольшенк, Вернер Питерс и Йохан Хендрикс), предки которых якобы были русскими, эмигрировавшими в Южную Африку во время англо-бурской войны. Федерация регби России, несмотря на заигрывание за российскую сборную этих игроков, не предоставила доказательств Международному совету регби о наличии русских корней, за что её сборная была снята с утешительного турнира за попадание на чемпионат мира, а на игроков наложен штраф в 120 тысяч долларов.

### Футбол
Процедура предоставления спортивного гражданства футболисту по подобным правилам наличия кровных родственников оговаривается в Регламенте ФИФА статьями 6 и 7: согласно им, футболист может представлять сборную той страны, в которой он родился, либо той страны, где родились его биологические мать, отец, бабушка или дедушка по любой линии.

## Мнение
Существуют как сторонники подобного правила, так и противники. Сторонники[кто?] утверждают, что таким образом можно привлечь в состав сборной особенно талантливых спортсменов, в случае которых процедура натурализации и предоставления гражданства может оказаться долгой или вообще незаконной, а также позволить им выступать в более популярных и престижных турнирах. Противники[кто?] этого правила считают, что регбистов и футболистов при помощи подобной лазейки могут привлечь в свой состав откровенно слабые сборные, а принимающих их предложения игроков они считают если не предателями своей страны, то по крайней мере легкомысленными и слишком честолюбивыми.